# Суров, Александр Кузьмич
Александр Кузьмич Су́ров (1914—1999) — командир стрелковой роты 25-го гвардейского стрелкового полка 6-й гвардейской стрелковой дивизии 13-й армии 1-го Украинского фронта, гвардии старший лейтенант.

## Биография
Родился 28 июля (10 августа) 1914 в селе Ковылка (ныне Кирсановский район, Тамбовская область) в семье служащего. Окончил 9 классов, коммунистический вуз. Работал старшим инструктором Народного Комиссариата внутренних дел города Махачкалы Республики Дагестан.
В РККА с ноября 1941 года. В 1942 году окончил Буйнакское военное пехотное училище. На фронте в Великую Отечественную войну с августа 1942 года. Член ВКП(б) с 1944 года.
Командир стрелковой роты 25-го гвардейского стрелкового полка гвардии старший лейтенант Александр Суров в период с 12 по 27 января 1945 года с воинами вверенного ему подразделения прорвал оборону неприятеля и в числе первых преодолел реку Одер в районе города Штейнау.
Стрелковая рота под командованием гвардии старшего лейтенанта Сурова захватила плацдарм и отразила несколько контратак противника, нанеся ему значительный урон в живой силе и боевой технике.
Указом Президиума ВС СССР от 10 апреля 1945 года за образцовое выполнение боевых заданий командования и проявленные при этом мужество и героизм гвардии старшему лейтенанту Сурову Александру Кузьмичу присвоено звание Героя Советского Союза с вручением ордена Ленина и медали «Золотая Звезда».
После войны А. К. Суров продолжал службу в армии. В 1947 году он окончил курсы «Выстрел». С 1962 года подполковник Суров А. К. — в запасе.
Жил в Воронеже. Работал в строительно-монтажном управлении «Сельхозтехника». Скончался 20 июля 1999 года. Похоронен на Коминтерновском кладбище.

## Награды
- Медаль «Золотая Звезда» (10.4.1945);
- орден Ленина (10.4.1945)
- орден Красного Знамени (10.2.1945);
- орден Александра Невского (СССР) (31.5.1945);
- орден Отечественной войны I степени (11.3.1985);
- орден Отечественной войны II степени (6.1.1944);
- два ордена Красной Звезды (23.7.1944);
- медали;
- иностранные медали.

## Память
Мемориальная доска в честь Героя Советского Союза А. К. Сурова установлена 21 июня 2002 года в Воронеже на доме № 26/28 по проспекту Революции, в котором проживал Герой.